# Pío Cabanillas Alonso
Pío Cabanillas Alonso (Madrid, 9 de diciembre de 1958) es abogado y fotógrafo.

## Biografía
Pío Cabanillas Alonso es hijo de Pío Cabanillas Gallas, que fue ministro de Información y Turismo en la dictadura franquista y también ocupó diversas carteras ministeriales durante la transición democrática. Se licenció en Derecho en el CEU por la Universidad Complutense de Madrid en 1980. En 1985/86 cursó el máster de Relaciones Internacionales en Escuela de Derecho y Diplomacia Fletcher, de la Universidad Tufts (Boston, Estados Unidos). En 1987 fue abogado de la Comisión de las Comunidades Europeas (actualmente la Unión Europea), en Bruselas. En 1989 se traslada a Nueva York para trabajar como abogado general adjunto de News Corporation, donde permaneció hasta 1991. En diciembre de ese año se incorporó al Grupo Prisa, donde fue director general de Sogecable. Nombrado director general de Radio Televisión Española en 1998, permaneció en el cargo hasta 2000, al ser nombrado ministro portavoz del Gobierno de José María Aznar.
Tras su cese en 2002, volvió a la empresa privada. Desde 2007 a 2009 fue director general corporativo de la compañía eléctrica Endesa. En el año 2008, entró como consejero independiente en la compañía de juegos de azar Codere. Hasta el año 2016 fue director general de Imagen Corporativa y Marketing Global de la empresa del IBEX 35 Acciona. A partir de ese año, desempeñó el papel de representante de Masampe, sociedad de los hermanos Martínez Sampedro, fundadores de Codere. 
En la actualidad preside PROTV, una empresa de comunicación e imagen, asesora a distintas empresas y compagina su trabajo con la fotografía profesional. Tiene varios libros de fotografía publicados: “Gea”, "Siria", "Antigua", y "Madame Chi”, entre otros. 
Pío Cabanillas tiene dos hijas.